# Lorius
Lorius Vigors, 1825 è un genere di uccelli della famiglia degli Psittaculidi.

## Tassonomia
Comprende le seguenti specie:
- Lorius garrulus (Linnaeus, 1758) - lori garrulo
- Lorius domicella (Linnaeus, 1758) - lori nucaviola
- Lorius lory (Linnaeus, 1758) - lori capinero
- Lorius hypoinochrous Gray, GR, 1859 - lori panciaviola
- Lorius albidinucha (Rothschild & Hartert, 1924) - lori nucabianca
- Lorius chlorocercus Gould, 1856 - lori mentogiallo